# Poisk

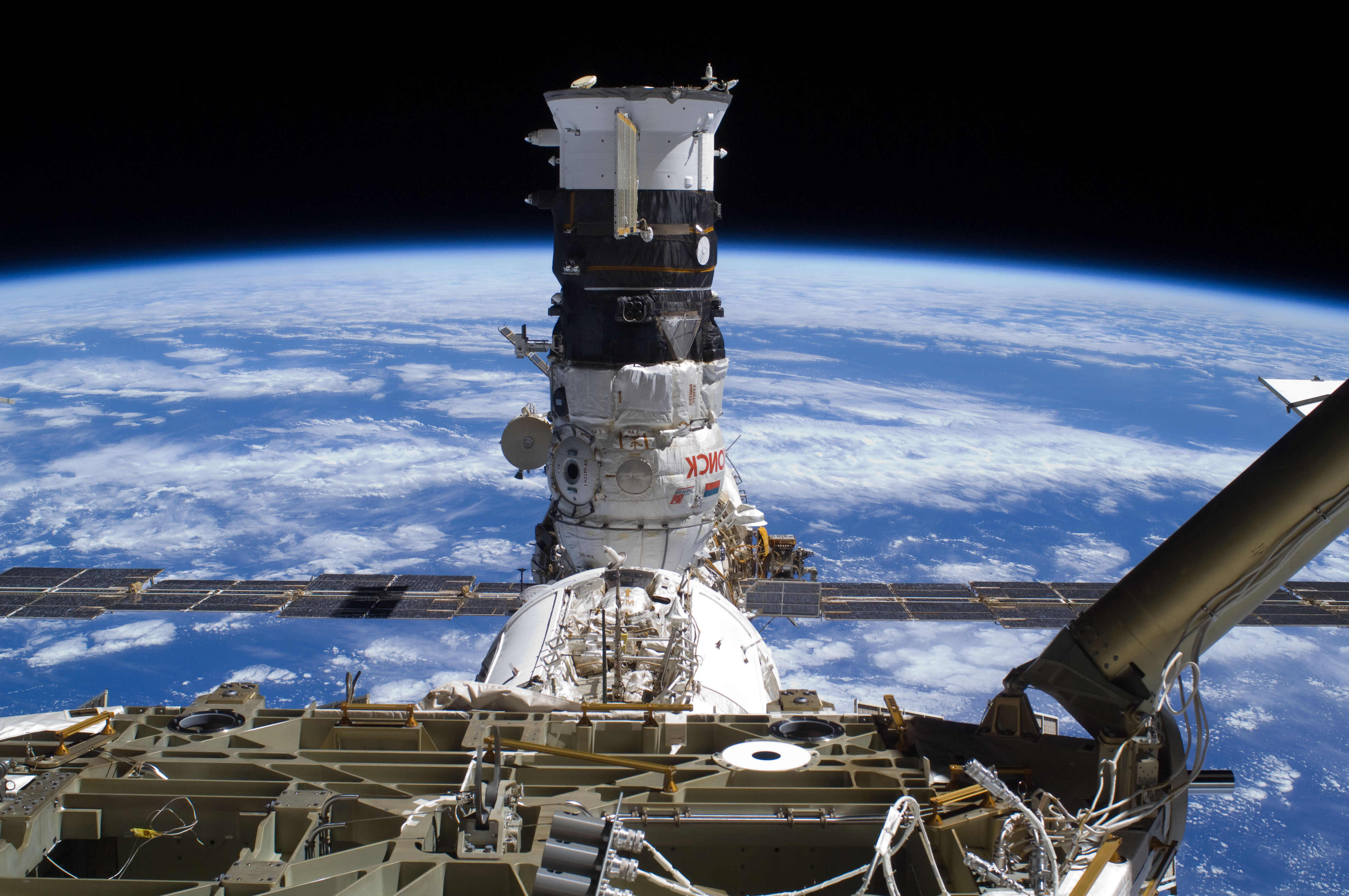
El módulo de atraque Poisk en la estación espacial.

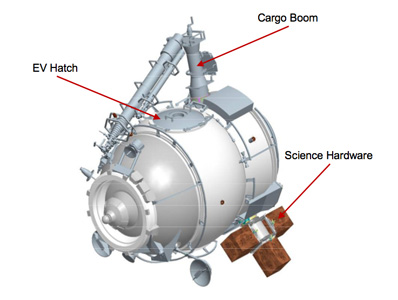
Diagrama del módulo de acoplamiento Poisk.

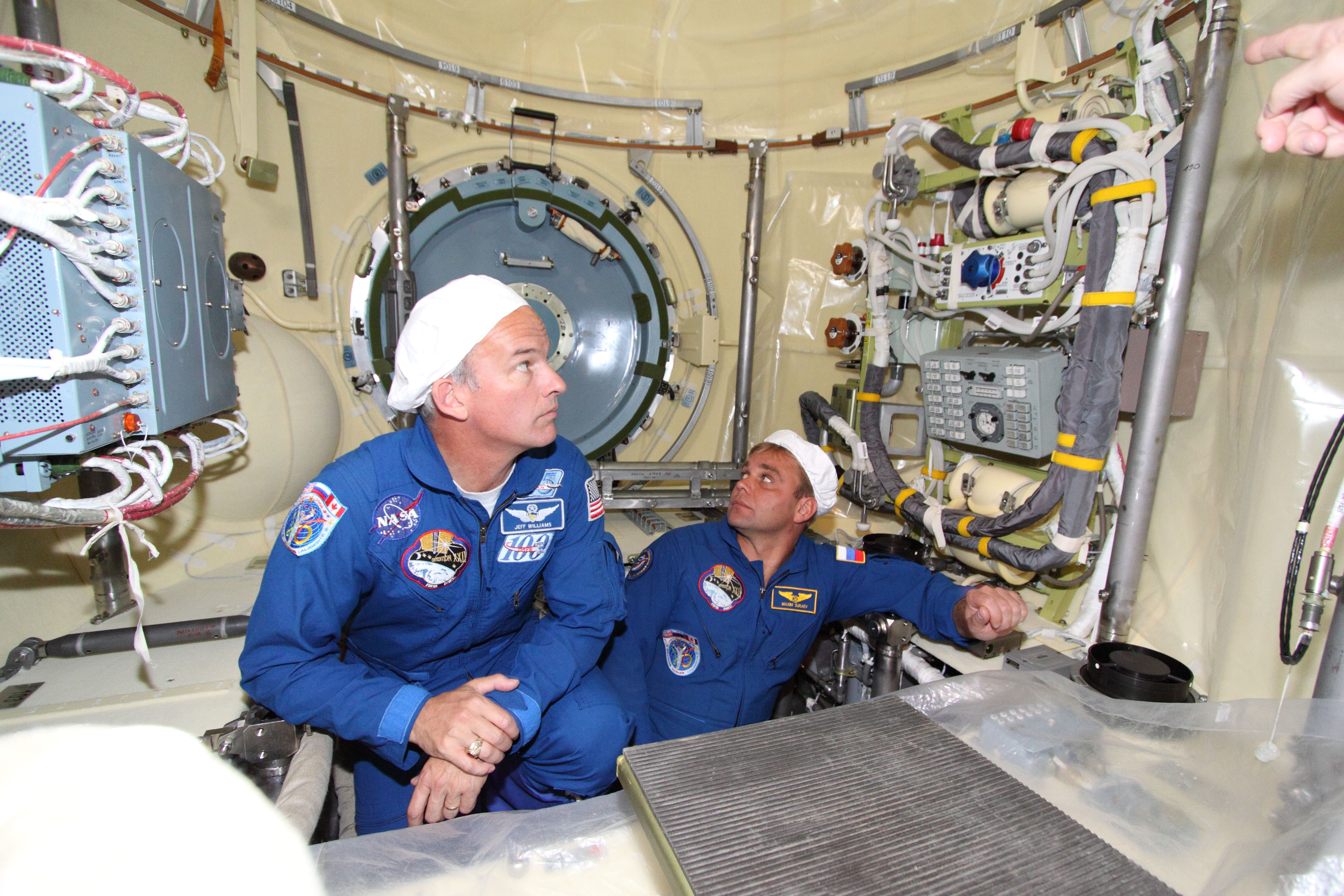
Jeff Williams y Max Suraev inspeccionan el Mini-Research Module 2.

El Poisk (en ruso: По́иск; lit. Búsqueda), también conocido como el Mini-Research Module 2 o pequeño módulo de investigación 2 es un módulo de la Estación Espacial Internacional. En esencia es el anteriormente cancelado Compartimento de Embarque 2 (DC2). Es muy parecido a la Cámara Pirs (la cual a diferencia del módulo Poisk, ha sido diseñada solamente para 5 años). Acoplado a una nave Progress modificada, fue lanzado en un cohete Soyuz y se encuentra acoplado al puerto cenit del módulo Zvezda.
El módulo despegó el 10 de noviembre de 2009, a las 2:22 p. m. GMT, unido a una nave Progress, denominada Progress M-MRM2, sobre un cohete Soyuz-U.